# Unterwellenborn
Unterwellenborn è un comune di 8 320 abitanti della Turingia, in Germania.
Appartiene al circondario (Landkreis) di Saalfeld-Rudolstadt (targa SLF) ed è indipendente delle comunità amministrative (Verwaltungsgemeinschaft).

## Storia
Nel 2018 venne aggregato al comune di Unterwellenborn il comune di Kamsdorf.

## Geografia antropica

### Frazioni
Il comune comprende le seguenti località:
- Birkigt
- Goßwitz
- Könitz
- Lausnitz